# خانه فرج‌الله خان کیوان
خانه فرج‌الله خان کیوان مربوط به سدهٔ ۱۳ ه‍.ق است و در اصفهان، خیابان چهارباغ، کوچه دشتیان، کوچه رشتیها، ابتدای کوچه واقع شده و این اثر در تاریخ ۱۸ آذر ۱۳۵۴ با شمارهٔ ثبت ۱۱۶۲ به‌عنوان یکی از آثار ملی ایران به ثبت رسیده‌است.